# Lisala
Lisala je glavni grad provincije Mongala u Demokratskoj Republici Kongo. Leži na rijeci Kongo. Grad naseljavaju pripadnici plemena Ngombe, a u manjem broju i plemena Mongo, Ngandi, Ngwaka i Budja. Stanovništvo se pretežno bavi poljoprivredom.
U svijetu je poznata kao rodno mjesto diktatora Mobutu Sese Sekoa.
Prema popisu iz 2004. godine, Lisala je imala 67.847 stanovnika.